# Daly City
Daly City – miasto w Stanach Zjednoczonych, w stanie Kalifornia, w hrabstwie San Mateo. Około 104 tys. mieszkańców (2000).
Jest częścią obszaru metropolitalnego miasta San Francisco.

## Miasta partnerskie
- Quezon City, Filipiny